# 高瀬隼子
高瀬 隼子（たかせ じゅんこ、1988年 - ）は、日本の小説家。愛媛県新居浜市出身。東京都在住。愛媛県立新居浜西高等学校、立命館大学文学部（哲学専攻）卒業。

## 経歴
立命館大学の文芸サークル「文芸創作同好会」の仲間を中心とした文芸サークル「京都ジャンクション」に参加し、「高瀬遊」名義で文学フリマで活動する。
2019年、「犬のかたちをしているもの」で第43回すばる文学賞を受賞してデビュー。2021年、「水たまりで息をする」で第165回芥川賞候補。2022年、「おいしいごはんが食べられますように」で第167回芥川賞受賞。2024年、『いい子のあくび』で令和5年度（第74回）芸術選奨新人賞（文学部門）受賞。

## 人物
父親がもらってきた古いワープロに、9歳の頃から自分がノートに書いた物語を入力していたが、その頃から現在に至るまで「かな入力」を使用している。

## 作品リスト

### 単行本
- 『犬のかたちをしているもの』（2020年2月、集英社、ISBN 978-4087716962 / 2022年8月、集英社文庫、ISBN 978-4087444278）
  - 初出:『すばる』2019年11月号
- 『水たまりで息をする』（2021年7月、集英社、ISBN 978-4087717693 / 2024年5月、集英社文庫、ISBN 978-4087446463）
  - 初出:『すばる』2021年3月号
- 『おいしいごはんが食べられますように』（2022年3月、講談社、ISBN 978-4065274095 / 2025年4月、講談社文庫、ISBN 978-4065391877）
  - 初出:『群像』2022年1月号
- 『いい子のあくび』（2023年7月、集英社、ISBN 978-4087718362）
  - 「いい子のあくび」 - 『すばる』2020年5月号
  - 「お供え」 - 『すばる』2022年4月号
  - 「末永い幸せ」 - 『すばる』2023年1月号
- 『うるさいこの音の全部』（2023年10月、文藝春秋、ISBN 978-4163917610）
  - 「うるさいこの音の全部」 - 『文學界』2023年2月号
  - 「明日、ここは静か」 - 『文學界』2023年8月号
- 『め生える』（2024年1月、U-NEXT、ISBN 978-4911106112）
- 『新しい恋愛』（2024年9月、講談社、ISBN 978-4065368022）
  - 「花束の夜」 - 『群像』2023年10月号
  - 「お返し」 - 『群像』2022年12月号
  - 「新しい恋愛」 - 『群像』2024年2月号
  - 「あしたの待ち合わせ」 - 『STORY BOX』2022年12月号
  - 「いくつも数える」 - 『群像』2024年5月号

### アンソロジー
- 『ベスト・エッセイ2021』（2021年8月、光村図書出版）
  - 「犬と散歩をした話」 - 『新潮』2020年2月号
- 『文学2022』（2022年6月、講談社）
  - 「休学（国産のため）」 - 『文藝』2021年春季号
- 『ベスト・エッセイ2024』（2024年6月、光村図書出版）
  - 「爪を塗る」 - 『日本経済新聞』2023年2月13日夕刊「プロムナード」
- 『孤独の時間。』（2025年6月、講談社）
  - 「頭の中がずっと静かだった」 - 『群像』2025年3月号
- 『私小説 作家は真実の言葉で嘘をつく』（2025年8月、河出文庫）
  - 「卵」 - 書き下ろし

## 単行本未収録作品

### 小説
- 「あの日わたしがしなかったことの話」 - 『文藝』2022年秋季号
- 「お小遣いの成果」 - 『新潮』2024年6月号
- 「妖精の羽ばたき」 - 『文學界』2025年4月号
- 「イマジナリーフレンドのみなさんへ」 - 『ダ・ヴィンチ』2025年7月号
- 「鉛筆の瞑想」 - 『文學界』2024年8月号

### エッセイ・寄稿など
- 「わたしの正直な体」[8] - 『青春と読書』2020年1月号
- 「温度と目」[9] - 『群像』2020年10月号
- 「かわいい顔の人」 - 『文學界』2021年6月号
- 「中庭のスイートポテト」[10] - 『STORY BOX』2022年3月号
- 「日日是好日」 - 『すばる』2022年7月号 - 9月号
- 「わたしの欲」 - 『文學界』2022年9月号
- 「失われたおいしいごはん」 - 『群像』2022年9月号
- 「風呂・日本酒・ホラー小説」 - 『RiCE』2022年12月号
- 「プロムナード」 - 『日本経済新聞』夕刊2023年1月 - 6月連載（月曜担当）
- 「道標 ふるさと伝言」[11] - 『愛媛新聞』2023年1月 - 12月（第1週日曜担当）
- 「一緒になにを食べようか」 - 『文蔵』2023年3月号
- 「のむよむ。家飲み派のためのブックガイドvol.68」 - 『dancyu』2023年4月号
- 「物語としてエッセイを読む」 - 『文學界』2023年9月号
- 「テロと戦時下の2022-2023日記リレー」 - 『新潮』2023年9月号
- 「チャットルームのメロンさん」 - 『小説トリッパー』2023年夏季号
- 「物語としてエッセイを読む」 - 『文學界』2023年9月号
- 「わたしに贈る5つの言葉」[12] - 『週刊文春』2023年11月16日号
- 「図書カード三万円使い放題！ 下見をしました」[13] - 『本の雑誌』2024年6月号
- 「光を待つ」[14] - 『新潮』2024年8月号
- 「住みかを探す」 - 『世界』2024年9月号
- 「本の名刺 新しい恋愛」[15] - 『群像』2024年10月号
- 「わたし/あなたの境」（解説） - 村上賀子『Known Unknown』（2024年9月、ふげん社）
- 「行方不明がインストールされる」 - 梨・株式会社闇・大森時生『行方不明展』（2024年12月、太田出版）
- 「風よけ」 - 『暮しの手帖』2025年2–3月号
- 「心を表す言葉を与えてくれた物語」（文庫解説） - 氷室冴子『銀の海 金の大地 6』（2025年6月、集英社オレンジ文庫）

### 書評
- 「通じ合えない世界の適応性」（遠野遥『教育』） - 『すばる』2022年2月号
- 「与える手つきの先に」（小川洋子『遠慮深いうたた寝』） - 『新潮』2022年3月号
- 「私の書棚の現在地」
  - 「共感の危険性と対話の困難さ」（西村亨『自分以外全員他人』） - 『新潮』2024年4月号
  - 「心を扱う」（キム・グミ『敬愛の心』） - 『新潮』2024年8月号
  - 「底なしの獣を見る」（井上荒野『猛獣ども』） - 『新潮』2024年11月号
  - 「持っている言葉で」（小池水音『あのころの僕は』） - 『新潮』2025年2月号
  - 「同僚という謎」（竹中優子『ダンス』） - 『新潮』2025年5月号
  - 「戦いの先を見届ける」（上坂あゆ美・ひらりさ『友達じゃないかもしれない』） - 『新潮』2025年8月号
- 「花を踏ませず生き抜くために」（金原ひとみ『ナチュラルボーンチキン』）[16] - 『文藝』2024年冬季号

### 対談
- 「受賞対談 高橋源一郎×高瀬隼子」[17] - 『青春と読書』2020年3月号
- 「小説家はみんなウソをついている」（鴻池留衣との対談） - 「imidas」2022年11月15日更新[18]
- 「芥川賞と私たち 高瀬隼子×李琴峰×宇佐見りん」 - 『文藝春秋』2023年4月号
- 「高瀬隼子×ひらりさ 〈いい子〉の向こう側へ」[19] - 『すばる』2023年9月号
- 「対談 高瀬隼子 市川沙央 小説家になるために必要なもの/差し出したもの」[20] - 『文學界』2023年11月号
- 「対談 小説家は嘘をつく 小川哲＋高瀬隼子」 - 『新潮』2024年2月号
- 「日本酒ほろ酔い対談 島本理生×高瀬隼子」 - 『ダ・ヴィンチ』2024年4月号
- 「対談 高瀬隼子×大森時生「不快な物語」の引力」[21] - 『文學界』2024年5月号
- 「対談 高瀬隼子×大前粟生 怖くてあたたかい小説の世界」 - 『別冊文藝春秋』2024年5月号
- 「朝井リョウ×高瀬隼子 小説にひそむ、新しい問い」[22] - 『群像』2024年10月号